# Сивков, Александр Владимирович
Алекса́ндр Влади́мирович Сивко́в (2 июля 1890 — 18 мая 1968, Ленинград) — советский архитектор, главный архитектор Государственного Эрмитажа.

## Биография
Александр Сивков родился в Ростове-на-Дону. Мать — Домна Николаевна, крестьянка из Донской области, отец — Владимир Александрович, уроженец города Онега, работал бухгалтером на судостроительном заводе Д.А. Пастухова, умер через два года после рождения сына.
В 1907 году Александр окончил полный курс Петровского реального училища с отличным аттестатом по арифметике, алгебре, геометрии, тригонометрии, рисованию, черчению и др. Пройдя обучение в дополнительном 7-м классе этого же училища, получил право на поступление в высшее учебное заведение. В 1909 году он, получив паспорт, покидает Ростов-на-Дону и в июне прибывает в Санкт-Петербург.
В 1909 по 1917 годы обучался по специальности художника-архитектора в Высшем художественном училище при Императорской Академии художеств у А. Н. Померанцева.
В 1913 женился на Феодосии Степановне Пашенковой, дочери казённого десятника, студентке Академии. Супруги снимали трёхкомнатную квартиру на пятом этаже по Гатчинской ул., д. 17, кв. 29. В 1916 году родилась дочь.
В 1917—1922 гг. работал как художник-декоратор. Последующие два года занимался реставрацией памятников архитектуры, в том числе Летнего дворца Петра I, выполнял их обмеры. В 1942—1944 гг. был командирован в Ереван в Академию наук Армении, где выполнил исследование об основных закономерностях архитектурных памятников Урарту и Древней Армении.

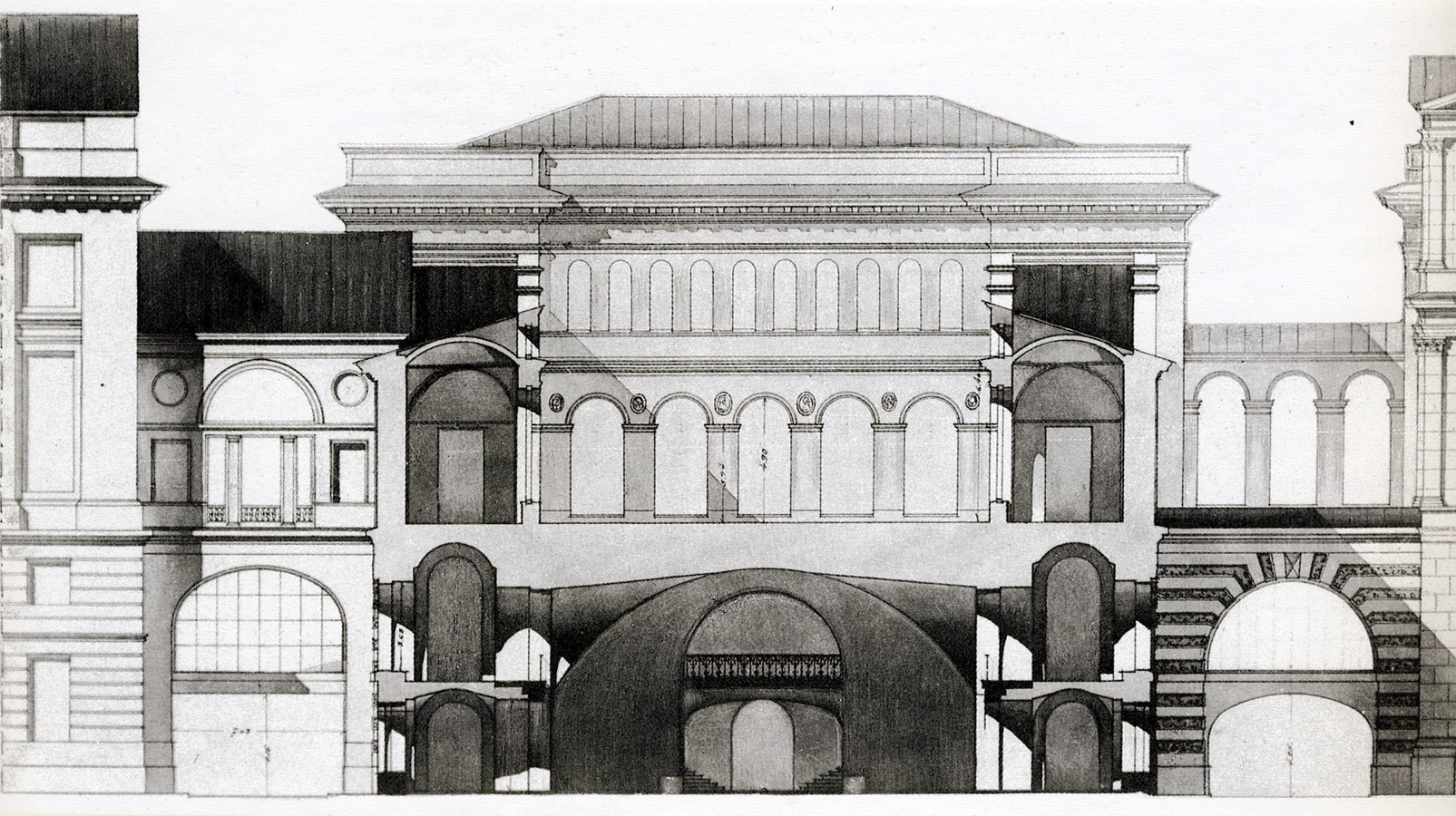
Проект переустройства Малого Эрмитажа. 1940

Среди его работ можно отметить Жилой дом Главсевморпути — Дом полярников на улице Восстания, 53 (1935) и Фабрика игрушек на Московском пр.. 25 (1934).
Александр Владимирович жил на Красной улице (ныне Галерная), дом 19, кв. 20.
Скончался в мае 1968 года. Похоронен на Северном кладбище. Свидетельство II-ЮБ 323154. Захоронен 21-о5-68г, 16 квадрат, 4 ряд, 4 место. 

## Работы в Государственном Эрмитаже
С 1925 по 1950 и с 1955 по 1 марта 1959 г. Александр Владимирович занимал должность главного архитектора в Государственном Эрмитаже. Сивков вошёл в историю Эрмитажа как создатель объединённой архитектурно-планировочной системы всего музейного комплекса и новых экспозиционных интерьеров. Переход, объединивший в уровне антресолей первого этажа здания Зимнего дворца, Малого и Нового Эрмитажа теперь называется "Сивковым". За время отсутствия Сивкова в Эрмитаже работали три главных архитектора (В.Н. Талепоровский, А.Н. Свечникова, Г.А. Ломагин), однако никто из них не решил главную проблему — устройства гардероба для посетителей. В течение 1955 — 1958 годов Сивков реализует проект так называемого гардероба «Метро», приспособив часть подвальных помещений Зимнего дворца.

## Память

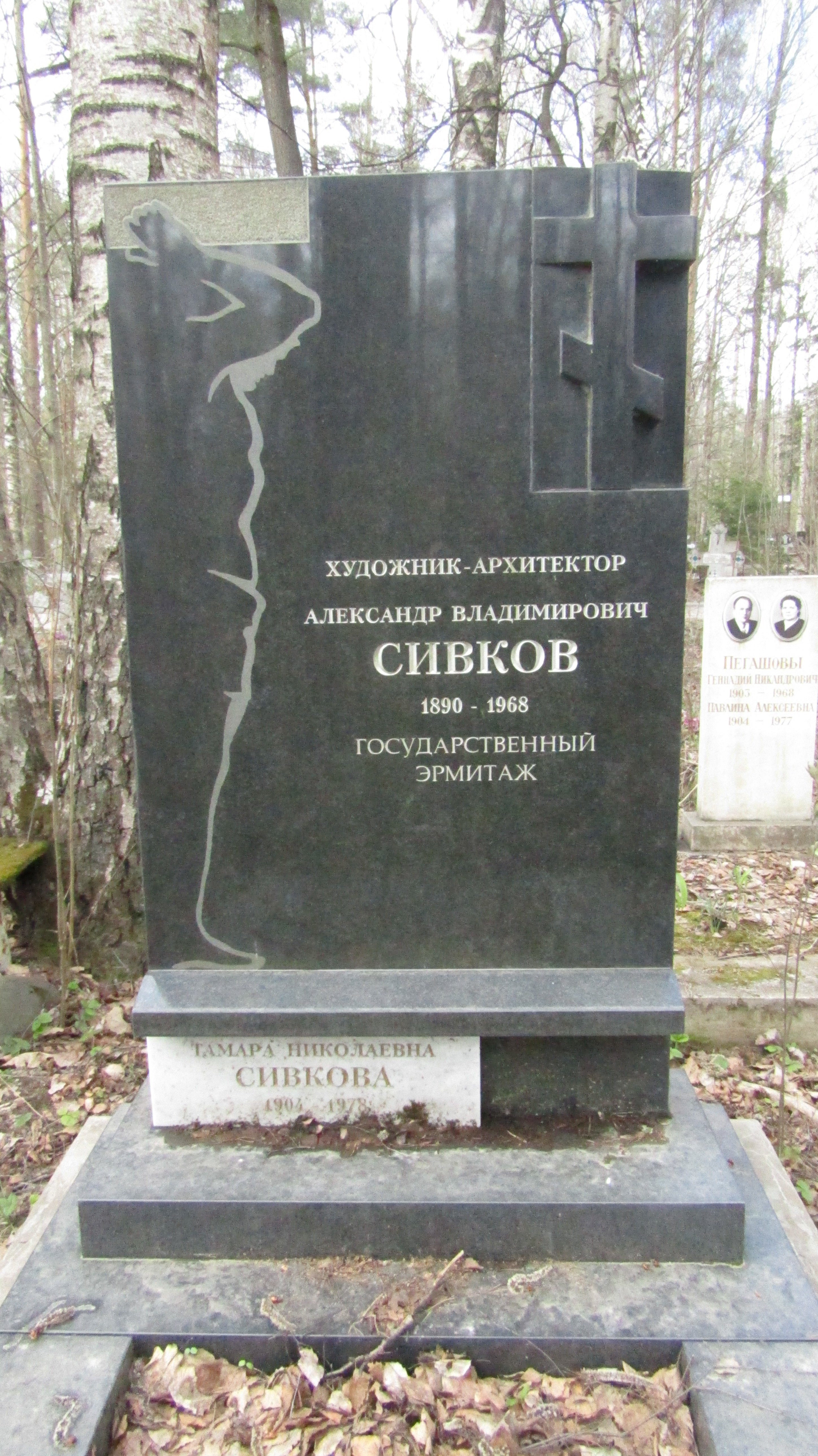
Могила Сивкова А.В.

К пятидесятилетию смерти на могиле Государственным Эрмитажем был установлен памятник.
В 2023 году Архитектурная служба Эрмитажа подготовила и открыла выставку, посвящённую Сивкову.